# 좌우위
좌우위는 군편성의 단위로 볼 때, 제일 먼저 만들어진 군대이다. 본래 좌우위는 좌위와 우위가 서로 통합되어 만들어진 군대이다. 998년(성종 7년)에 좌위군영을 설치했다는 사실은 좌우위를 설치했다는 것이다. 나머지 오위는 서로 분화하거나 통합하거나 새로 창설해서 생겼다. 6위 체제는 중국의 제도와 문화를 적극 받아들이는 성종 때에 지방호족이 거느리는 군대를 부병제를 통해 중앙정부의 지배아래 놓으려고 995년(성종 4년) 육위를 완성하였다.

## 개요
좌우위는 고려시대 중앙군 6위 가운데 하나로, 고려시대에 좌우위와 신호위와 흥위위를 3위라 하였다. 이 3위는 개경의 수비 및 출정과 변방의 방수 임무를 지고 있는 경군의 핵심이 되는 주력 부대이다.

## 구성
고려 전기 때는 보승(保勝) 10령과 정용(精勇) 3령이 있었고, 고려 중기부터는 보승10령과 정용 12령으로 되었다.

## 참고 문헌
- 고려사
- 삼국사기
- 삼국유사
- 연려실기술